# Sillperiod

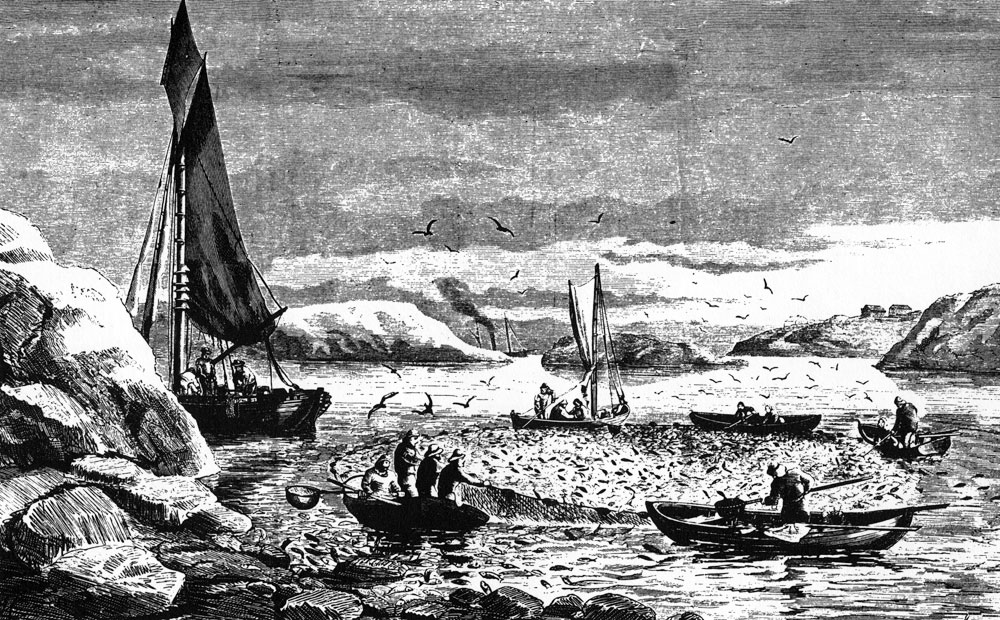
Den första sillfångsten utanför Fjällbacka 1877. Teckning av Jacob Hägg i Ny Illustrerad Tidning.

En sillperiod är ett tidsintervall på några decennier då stora sillstim går nära kusten. I Sverige är sillperioder framför allt kända från Bohuslän. För området medförde de i regel ett rejält ekonomiskt uppsving. Sillen höll i vanliga fall till långt från kusten och var då svår att komma åt med de fiskemetoder som användes före slutet av 1800-talet.
Bohusläns sillperioder från 1500-talet och framåt varade ungefär under dessa år:
- 1556–1589
- 1660–1680
- 1747–1809 ("stora sillperioden")
- 1877–1906[1]

## Vidare läsning

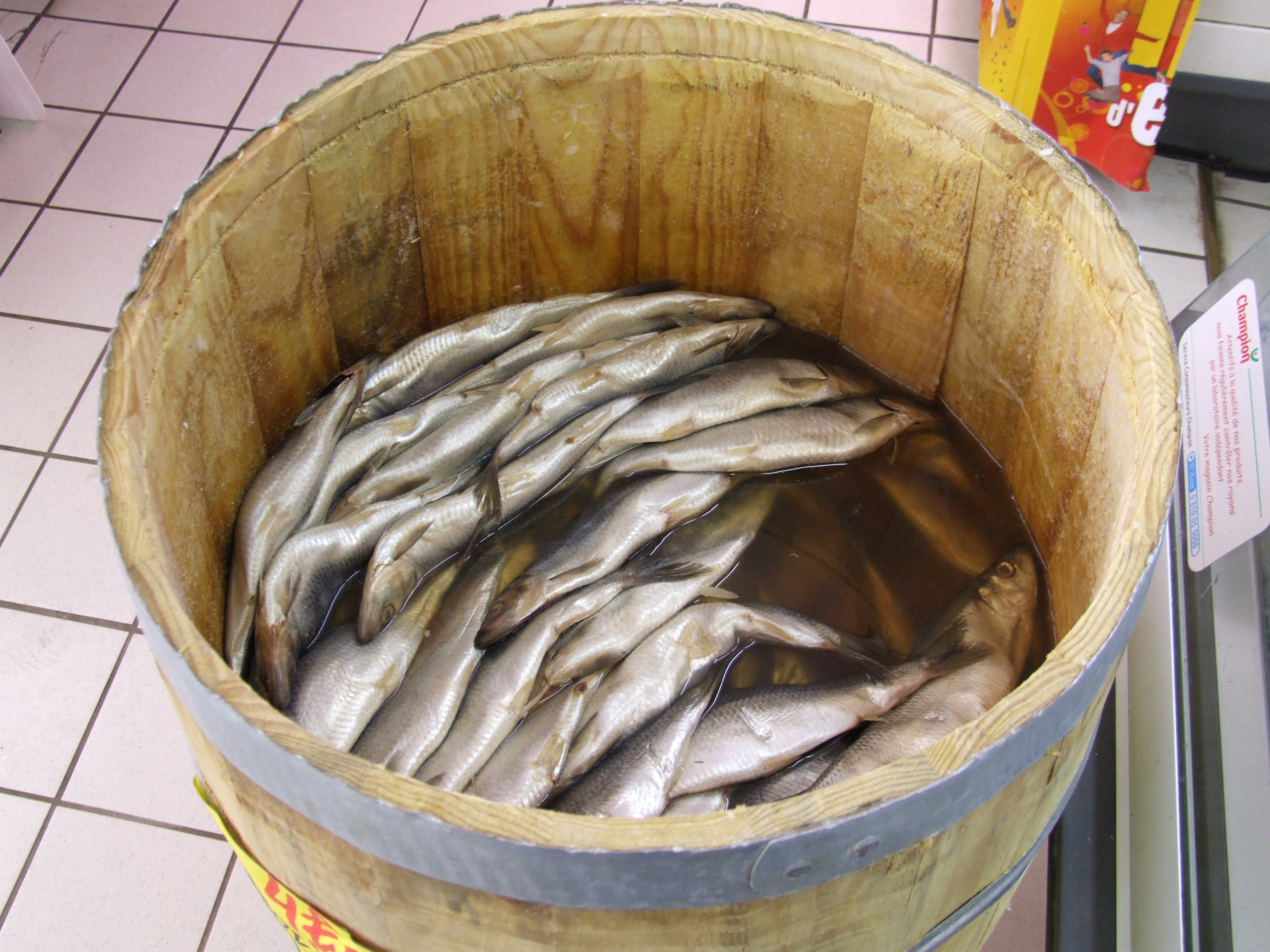
Sill i en tunna.